# Lopadotemachoselachogaleokranioleipsanodrimhypotrimmatosilphioparaomelitokatakechymenokichlepikossyphophattoperisteralektryonoptekephalliokigklopeleiolagoiosiraiobaphetraganopterygon
Lopadotemachoselachogaleokranioleipsanodrimhypotrimmatosilphioparaomelitokatakechymenokichlepikossyphophattoperisteralektryonoptekephalliokigklopeleiolagoiosiraiobaphetraganopterygon (starořecky λοπαδοτεμαχοσελαχογαλεοκρανιολειψανοδριμυποτριμματοσιλφιοκαραβομελιτοκατακεχυμενοκιχλεπικοσσυφοφαττοπεριστεραλεκτρυονοπτοκεφαλλιοκιγκλοπελειολαγῳοσιραιοβαφητραγανοπτερύγων) je název fiktivního jídla (resp. více jídel), který použil Aristofanes ve své komedii Ženský sněm, datované do roku 392 před Kr. V originále sestává ze 171 písmen (78 slabik), po přepisu do latinky má slovo 182 písmen. Guinnessova kniha rekordů ho eviduje jako nejdelší slovo použité v literatuře.

## V českém překladu
V českém překladu komedie od Augustina Krejčího z roku 1915 je toto slovo přeložené jako:
solené ryby a ústřice,
rybích hlav zbytečky, polité omáčkou
silfia, medu a česneku,
pyskouni, tloušti a holubi
siváci, kohouti mozečky vařené,
zajíci s moštovou omáčkou, chrustavky,
paštiky z drobů a křidélek.

### V populární kultuře
Kus tohoto jména použil herec Joseph Dielle (v roli Mirečka) ve filmu Jak básníci přicházejí o iluze jako jméno svého dědečka.